# Usina termoelétrica Pecém I
A Usina Porto do Pecém I é uma usina termoelétrica instalada no Complexo Industrial e Portuário do Pecém (CIPP), em São Gonçalo do Amarante. A Usina tem capacidade total de 720 megawatts, o que equivale à metade do parque gerador de energia do Ceará. As sócias no empreendimento eram as empresas EDP, do Grupo EDP Energias de Portugal, e a MPX, empresa de energia do Grupo EBX. Atualmente, pertence ao Grupo EDP.

## Histórico
É uma das obras do Programa de Aceleração do Crescimento (PAC), do Governo Federal, que foi iniciada em julho de 2008 e entrou em operação comercial em 2012. Durante a obra, recebeu um investimento total de R$ 3 bilhões e contou com o financiamento de R$ 1,4 bilhão do Banco Nacional de Desenvolvimento Econômico e Social (BNDES) e R$ 556 milhões do Banco Interamericano de Desenvolvimento (BID). Durante esse período foram gerados um total de cinco mil empregos diretos e onze postos de trabalho indiretos no desenvolvimento de novas tecnologias e negócios para a região.
A Porto do Pecém Geração de Energia S/A, conhecida também por Pecém I, recebeu a autorização da Agência Nacional de Energia Elétrica (Aneel) para iniciar a operação comercial de sua primeira unidade geradora, com capacidade instalada de 360 MW, em 1º de dezembro de 2012. Já a segunda unidade geradora começou a operar comercialmente no dia 10 de maio de 2013. A usina possui capacidade máxima de geração de energia na ordem de 5.500 gigawatts-hora, suficiente para abastecer uma cidade com aproximadamente 5,6 milhões de habitantes.  
A energia gerada pela usina é transferida ao sistema elétrico brasileiro por uma linha de transmissão que se conecta à Rede Básica por meio de uma subestação da Companhia Hidrelétrica do São Francisco (Chesf) a dois quilômetros de distância. A operação da usina termelétrica permitiu que o estado do Ceará aumentasse sua produção de energia em 90%, passando da posição de importador para exportador de energia.

## Capacidade
A usina é composta por duas caldeiras ou geradores de vapor, além de duas unidades turbo-geradoras – acionadas por turbinas, capazes de produzir 720 MW de energia elétrica. O combustível utilizado é o carvão mineral, importado de países como Colômbia, Estados Unidos, China e Japão. O transporte do carvão é feito através de uma correia transportadora, instalada do Porto do Pecém até a usina, com extensão aproximada de 12,5 km. A correia é totalmente fechada para impedir a dispersão do pó do carvão durante o percurso até a área de descarregamento na usina. A correia opera com uma velocidade de 4 m/s e com uma capacidade de transportar 2.400 toneladas de carvão mineral por hora.